# Elecciones al Congreso de los Diputados de abril de 2019 (Almería)
Las elecciones al Congreso de los Diputados de 2019 se celebraron en la provincia de Almería el domingo 28 de abril, como parte de las elecciones generales convocadas por Real Decreto dispuesto el 4 de marzo de 2019 y publicado en el Boletín Oficial del Estado el día siguiente. Se eligieron los 6 diputados del Congreso correspondientes a la circunscripción electoral de Almería, mediante un sistema proporcional (método d'Hondt) con listas cerradas y un umbral electoral del 10%.

## Resultados
Los comicios depararon 3 escaños al Partido Socialista Obrero Español, 2 al Partido Popular y 1 a Ciudadanos y a Vox.
| Candidatura                                          | Candidatura                                          | Votos   | %                                       | Escaños                                 |
| ---------------------------------------------------- | ---------------------------------------------------- | ------- | --------------------------------------- | --------------------------------------- |
|                                                      | Partido Socialista Obrero Español (PSOE)             | 98 268  | 30,09                                   | 2                                       |
|                                                      | Partido Popular (PP)                                 | 73 574  | 22,53                                   | 2                                       |
|                                                      | Vox (Vox)                                            | 62 529  | 19,15                                   | 1                                       |
|                                                      | Ciudadanos-Partido de la Ciudadanía (Cs)             | 55 972  | 17,14                                   | 1                                       |
| Unidas Podemos (Podemos-IU-Equo)                     | Unidas Podemos (Podemos-IU-Equo)                     | 28 767  | 8,81                                    | 0                                       |
| Partido Animalista Contra el Maltrato Animal (PACMA) | Partido Animalista Contra el Maltrato Animal (PACMA) | 3407    | 1,04                                    | 0                                       |
| Escaños en Blanco (EB)                               | Escaños en Blanco (EB)                               | 650     | 0,20                                    | 0                                       |
| Recortes Cero-Grupo Verde (R0-GV)                    | Recortes Cero-Grupo Verde (R0-GV)                    | 399     | 0,12                                    | 0                                       |
| Partido Comunista del Pueblo Andaluz (PCPA)          | Partido Comunista del Pueblo Andaluz (PCPA)          | 345     | 0,11                                    | 0                                       |
| Por un Mundo más Justo (PUM+J)                       | Por un Mundo más Justo (PUM+J)                       | 325     | 0,10                                    | 0                                       |
| Votos válidos                                        | Votos válidos                                        | 324 240 | 100,00                                  | 6                                       |
| Votos nulos                                          | Votos nulos                                          | 2914    | Participación: · \| \| 71,79 % \| 3,97% | Participación: · \| \| 71,79 % \| 3,97% |
| Votantes                                             | Votantes                                             | 329 508 | Participación: · \| \| 71,79 % \| 3,97% | Participación: · \| \| 71,79 % \| 3,97% |
| Electores                                            | Electores                                            | 459 013 | Participación: · \| \| 71,79 % \| 3,97% | Participación: · \| \| 71,79 % \| 3,97% |
|                                                      | 71,79 %                                              |         |                                         |                                         |

## Diputados electos
Relación de diputados electos:
| N.º | Nombre                         | Lista | Lista |
| --- | ------------------------------ | ----- | ----- |
| 1   | José Guirao Cabrera            |       | PSOE  |
| 2   | Javier Aureliano García Molina |       | PP    |
| 3   | Rocío de Meer Méndez           |       | Vox   |
| 4   | José Manuel Villegas Pérez     |       | Cs    |
| 5   | Sonia Ferrer Tesoro            |       | PSOE  |
| 6   | Juan José Matarí Sáez          |       | PP    |